# カステッレット・デッロ
カステッレット・デッロ（伊: Castelletto d'Erro）は、イタリア共和国ピエモンテ州アレッサンドリア県にある、人口約100人の基礎自治体（コムーネ）。

## 地理

### 位置・広がり
| 隣接するコムーネは以下の通り。 - ビスターニョ - カルトージオ - メラッツォ - モンテキアーロ・ダックイ - ポンティ |

### 地震分類
イタリアの地震リスク階級 (it) では、3 に分類される
。